# 李彤 (香港)
李彤（英語：Idy Lee Tung，1971年12月30日—）香港新聞工作者，前亞視新聞採訪主任兼主播，現任《巴士的報》總編輯。
李彤畢業於九龍真光中學及香港樹仁學院（現為香港樹仁大學）新聞系，於1993年7月1日加入亞視新聞，主要於採訪工作，及後開始擔任主播，曾長期擔任亞洲早晨之主播，及後開始擔任十二點半新聞、六點鐘新聞、夜間新聞之主播，升任高級記者，再升任首席記者。2006年，李彤升任助理採訪主任，2009年，她退下六點鐘新聞主播一職後，再於同年與同台另一主播徐月娥交替主持十二點半新聞，2011年晉升為採訪主任。
李彤曾受亞洲電視節目《電視風雲50年》訪問。
2011年因亞視誤報前中共總書記江澤民死訊一事，導致李彤2013年4月辭職離開亞洲電視。當年李彤及同事等查證，該消息來源不是百分百肯定，堅持不可出街，但新聞部高層因誤信「極高層人士」批准報導，結果令新聞部士氣跌落谷底，李彤十分氣餒。
李彤任職亞視新聞期間採訪過多任歷屆國家總理及領導人，曾在2002年獲時任國務院總理朱鎔基主持的記者會上親自點名提問：“李彤在不在？”，足可證明其知名度。
目前於星島新聞集團旗下網絡媒體《巴士的報》擔任總編輯。